# Lewis Einstein

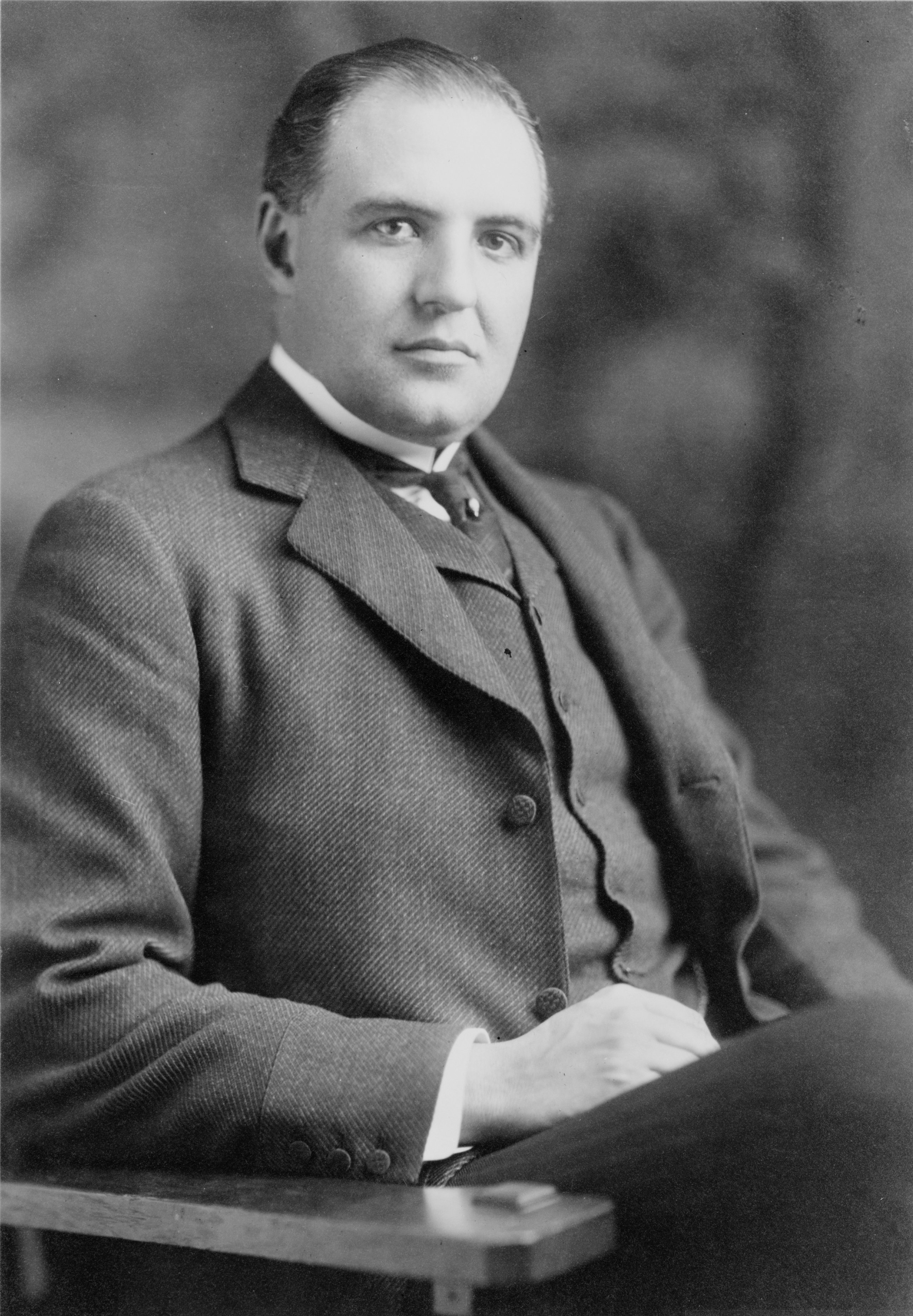

Lewis David Einstein (geboren 15. März 1877 in New York City; gestorben 4. Dezember 1967 in Paris) war ein US-amerikanischer Diplomat.

## Leben
Lewis Einstein war der Sohn des wohlhabenden Wollhändlers Lewis L. Einstein, er war durch seine zwei Schwestern mit dem Bürgerrechtler Joel Elias Spingarn und dem Archäologen Charles Waldstein verschwägert und war Onkel des britischen Politikers Henry Walston. 
Einstein studierte an der Columbia University und erhielt 1899 einen Masterabschluss. Er trat 1903 in den diplomatischen Dienst der Vereinigten Staaten ein und begann seine Diplomatenausbildung an der Gesandtschaft in Konstantinopel. 1904 heiratete er die Engländerin Helen Ralli, aus der Sicht seines Vaters eine Mesalliance und ein Karrierehemmnis, er wurde daher enterbt. 1906 war er Mitglied der amerikanischen Delegation bei der Algeciras-Konferenz, 1908 war er in Konstantinopel Zeuge der Revolution der Jungtürken. Einstein wurde 1911 kurzzeitig Botschafter der USA in Costa Rica und war danach im Außenministerium in Washington, D.C. tätig. 
Im Jahr 1913 publizierte er angesichts der Kriegsgefahr in Europa anonym in der britischen Zeitschrift National Review den Artikel The Anglo-German Rivalry and the United States. Im November 1914, nach Kriegsausbruch in Europa folgte an selber Stelle der Artikel The War and American Policy, Theodore Roosevelt schrieb 1918 zu einer Buchausgabe beider Aufsätze das Vorwort. 
Im Jahr 1915 wurde er wieder ins Osmanische Reich entsandt und war dort Beobachter des Angriffs der Entente auf die Dardanellen, der in einer Niederlage in Gallipoli endete. In seinem Tagebuch notierte er auch seine Informationen über den Völkermord an den Armeniern im Osmanischen Reich. Die amerikanische Gesandtschaft unter Botschafter Henry Morgenthau Sr. fand keine Mittel, um auf den osmanischen Kriegsminister Enver Pascha und den Innenminister Talât Pascha mäßigend einzuwirken. 
Bei Kriegseintritt der USA in den Ersten Weltkrieg 1917 kehrte er in die USA zurück.
Einstein wurde 1921 als US-Botschafter in der Tschechoslowakei akkreditiert und blieb bis 1930 in Prag. Einstein wurde Mitglied im einflussreichen Thinktank Council on Foreign Relations.
Neben Tagebuchaufzeichnungen aus seiner Diplomatentätigkeit veröffentlichte er eine Vielzahl von Artikeln zu Themen der Geschichte und auch der Kunstgeschichte sowie einige Gedichtbände. Seine Korrespondenz mit dem Bundesrichter Oliver Holmes wurde 1964 veröffentlicht, ein Band Memoiren 1968.

## Schriften (Auswahl)
- The Italian Renaissance in England. New York, Columbia University Press, 1902
- Luigi Pulci and the Morgante maggiore. Berlin : E. Felber, 1902
- The relation of literature to history. New York, 1903
- Napoleon III and American diplomacy at the outbreak of the Civil War : an address read in French before the Société d'histoire diplomatique at Paris, on the ninth of June, 1905 by Lewis Einstein. London 1905
- Thoughts on art and life. Boston, Merrymount Press, 1906
- American foreign policy. Boston : Houghton Mifflin, 1909
- Inside Constantinople : A Diplomatist's Diary during the Dardanelles Expedition, April–September, 1915. New York, E.P. Dutton, 1918
  - dasselbe, Einleitung Ara Sarafian. London: Gomidas Institute, 2014 ISBN 978-1-909382-11-4
- A prophecy of the war (1913–1914). Vorwort Theodor Roosevelt. New York : Columbia University Press, 1918 (2010)
- Tudor ideals. 1921; New York, Russell & Russell, 1962
- Roosevelt : His Mind in Action. Boston : Houghton Mifflin Co., 1930
- Divided Loyalties : Americans in England during the War of Independence. 1933; reprint Freeport, N.Y., 1969
- Verses. London : De La More Press, 1938
- The winged victory and other verses. London : De La More Press, 1941
- Historical change. Cambridge : Cambridge University Press, 1946
- Scattered verses. Florenz, Tip. Giuntina, 1949
- Looking at Italian pictures in the National Gallery of Art. Washington, National Gallery of Art, 1951
- James Bishop Peabody (Hrsg.): The Holmes-Einstein Letters : Correspondence of Mr. Justice Holmes and Lewis Einstein 1903–1935. London, Macmillan, 1964
- A Diplomat Looks Back. Herausgeber Lawrence E. Gelfand. Vorwort George F. Kennan. New Haven : Yale university press, 1968